# Подосоє (Врлика)
Подосоє (хорв. Podosoje) — населений пункт у Хорватії, у Сплітсько-Далматинській жупанії у складі міста Врлика.

## Населення
Населення за даними перепису 2011 року становило 194 осіб.
Динаміка чисельності населення поселення:

## Клімат
Середня річна температура становить 12,23 °C, середня максимальна – 26,07 °C, а середня мінімальна – -2,35 °C. Середня річна кількість опадів – 938 мм.
| Клімат поселення                              | Клімат поселення | Клімат поселення | Клімат поселення | Клімат поселення | Клімат поселення | Клімат поселення | Клімат поселення | Клімат поселення | Клімат поселення | Клімат поселення | Клімат поселення | Клімат поселення | Клімат поселення |
| Показник                                      | Січ.             | Лют.             | Бер.             | Квіт.            | Трав.            | Черв.            | Лип.             | Серп.            | Вер.             | Жовт.            | Лист.            | Груд.            |                  |
| Середній максимум, °C                         | 9,47             | 9,92             | 12,99            | 16,66            | 21,18            | 25,15            | 25,99            | 26,07            | 21,86            | 17,26            | 12,04            | 9,26             |                  |
| Середня температура, °C                       | 3,56             | 4,00             | 7,07             | 10,72            | 15,27            | 19,22            | 21,71            | 21,80            | 17,57            | 12,98            | 7,76             | 5,00             |                  |
| Середній мінімум, °C                          | −2,35            | −1,9             | 1,17             | 4,82             | 9,36             | 13,32            | 17,42            | 17,52            | 13,30            | 8,71             | 3,48             | 0,71             |                  |
| Норма опадів, мм                              | 75               | 67               | 73               | 82               | 69               | 69               | 48               | 59               | 84               | 99               | 116              | 97               |                  |
| Середньомісячна швидкість вітру, м/с          | 1.78             | 2.06             | 2.27             | 2.25             | 2.03             | 1.76             | 1.77             | 1.65             | 1.74             | 1.76             | 2.01             | 2.01             |                  |
| Середньомісячна сонячна радіація, кДж/м²·день | 5276             | 8036             | 11679            | 16086            | 19927            | 22493            | 24203            | 21214            | 15809            | 10274            | 5752             | 4493             |                  |
| --------------------------------------------- | ---------------- | ---------------- | ---------------- | ---------------- | ---------------- | ---------------- | ---------------- | ---------------- | ---------------- | ---------------- | ---------------- | ---------------- | ---------------- |
| Джерело:                                      |                  |                  |                  |                  |                  |                  |                  |                  |                  |                  |                  |                  |                  |